# 上野原市立島田小学校
上野原市立島田小学校（うえのはらしりつ しまだしょうがっこう）は、山梨県上野原市鶴島にある公立小学校。

## 沿革
- 1875年（明治8年）1月 - 青苔寺に「公立鶴島学校」開校[1]。
- 1883年（明治16年）12月 - 鶴島・新田両学校を合併し「島田学校」と称する[1]。
- 1887年（明治20年）3月 - 「島田尋常小学校」に改称[1]。
- 1914年（大正3年）10月 - 現在地に移転し開校[1]。
- 1941年（昭和16年） - 「島田国民学校」に改称[1]。
- 1947年（昭和22年） - 「島田小学校」に改称[1]。
- 1962年（昭和37年） - 町村合併により「上野原町立島田小学校」に改称[1]。
- 1975年（昭和50年） - 創立100周年[1]。
- 2005年（平成17年）3月 - 町村合併により「上野原市立島田小学校」に改称[1]。